# Serrivomer danae
Serrivomer danae är en fiskart som först beskrevs av Louis Roule och Bertin 1924.  Serrivomer danae ingår i släktet Serrivomer och familjen Serrivomeridae. Inga underarter finns listade i Catalogue of Life.